# Calicalicus rufocarpalis
El vanga hombrorrojo (Calicalicus rufocarpalis) es una especie de ave paseriforme de la familia Vangidae.

## Distribución geográfica y hábitat
Es endémica del sur de Madagascar.

## Galería

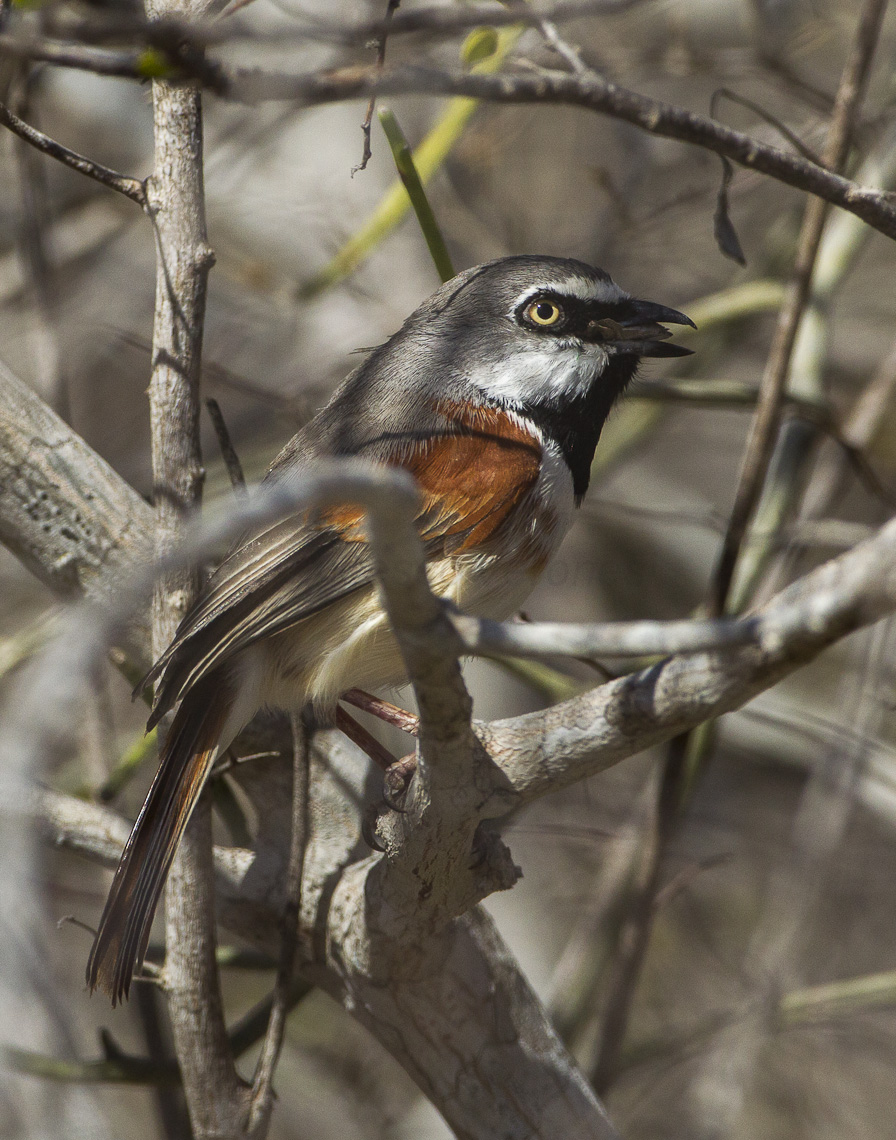
Vanga de hombros rojos posada en una rama.
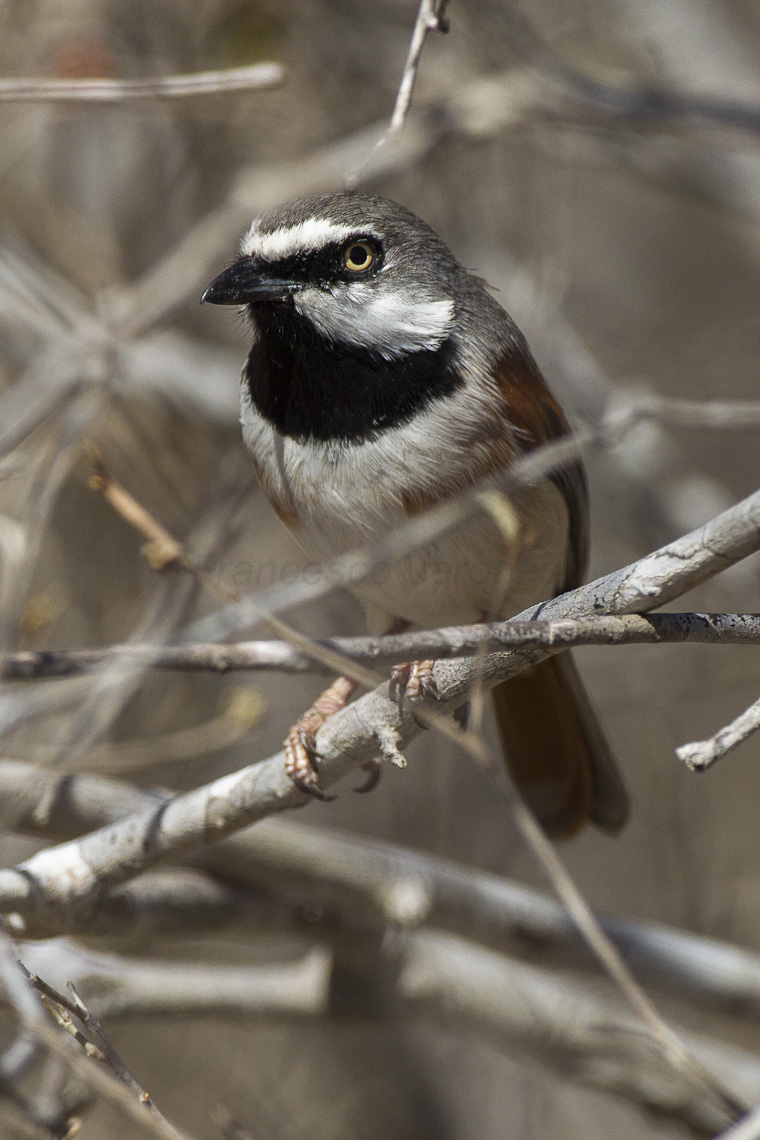
Vanga de hombros rojos posada en una rama.